# 馬場移公子
馬場 移公子（ばば いくこ、1918年12月15日 - 1994年2月17日）は、埼玉県出身の俳人。本名は新井マサ子。第25回俳人協会賞受賞。

## 人物
埼玉県秩父生まれ。実家は蚕種屋。旧制秩父高等女学校（現秩父高等学校）卒。1940年結婚。1944年、夫の戦死により実家に戻り、養蚕をして暮らした。1946年、金子兜太の父、金子伊昔紅の指導を受け「馬酔木」に投句、水原秋桜子に師事。馬醉木賞を受賞。「馬酔木」を代表する女性俳人として活躍した。代表句「いなびかり生涯峡を出ず住むか」など。秩父のひそやかな暮らしのなかで独特の孤独感のある句を作った。1985年『峡の雲』により第25回俳人協会賞受賞。1994年、75歳で没。

## 句集
- 『峽の音』（竹頭社、1958年）
- 『峽の雲』（東京美術、1985年）

## 関連文献
- 中嶋鬼谷 『峽に忍ぶ 秩父の女流俳人、馬場移公子』藤原書店、2013年